# Stadhuis van Syracuse

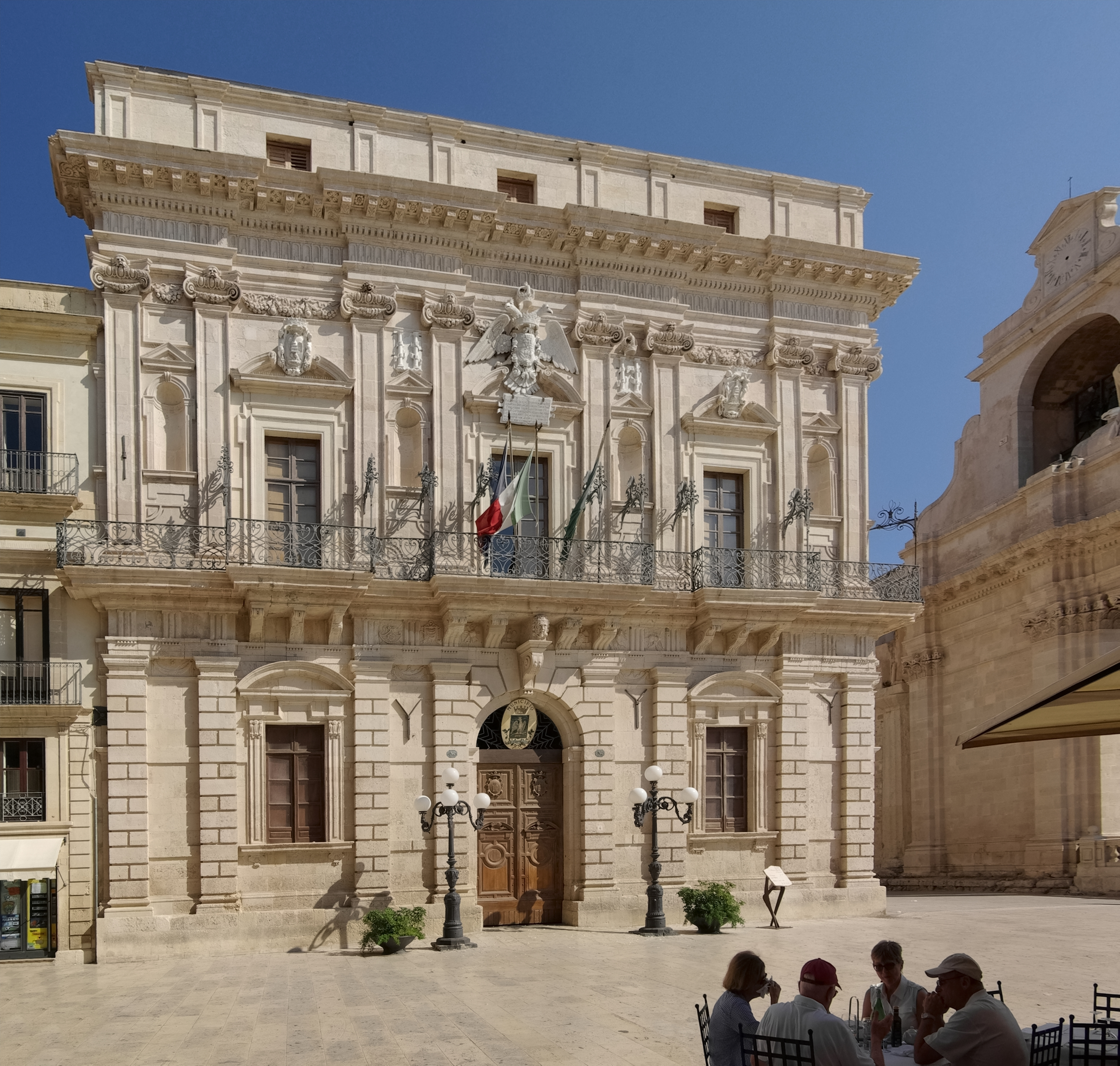
Palazzo del Vermexio of stadhuis van Syracuse, Italië

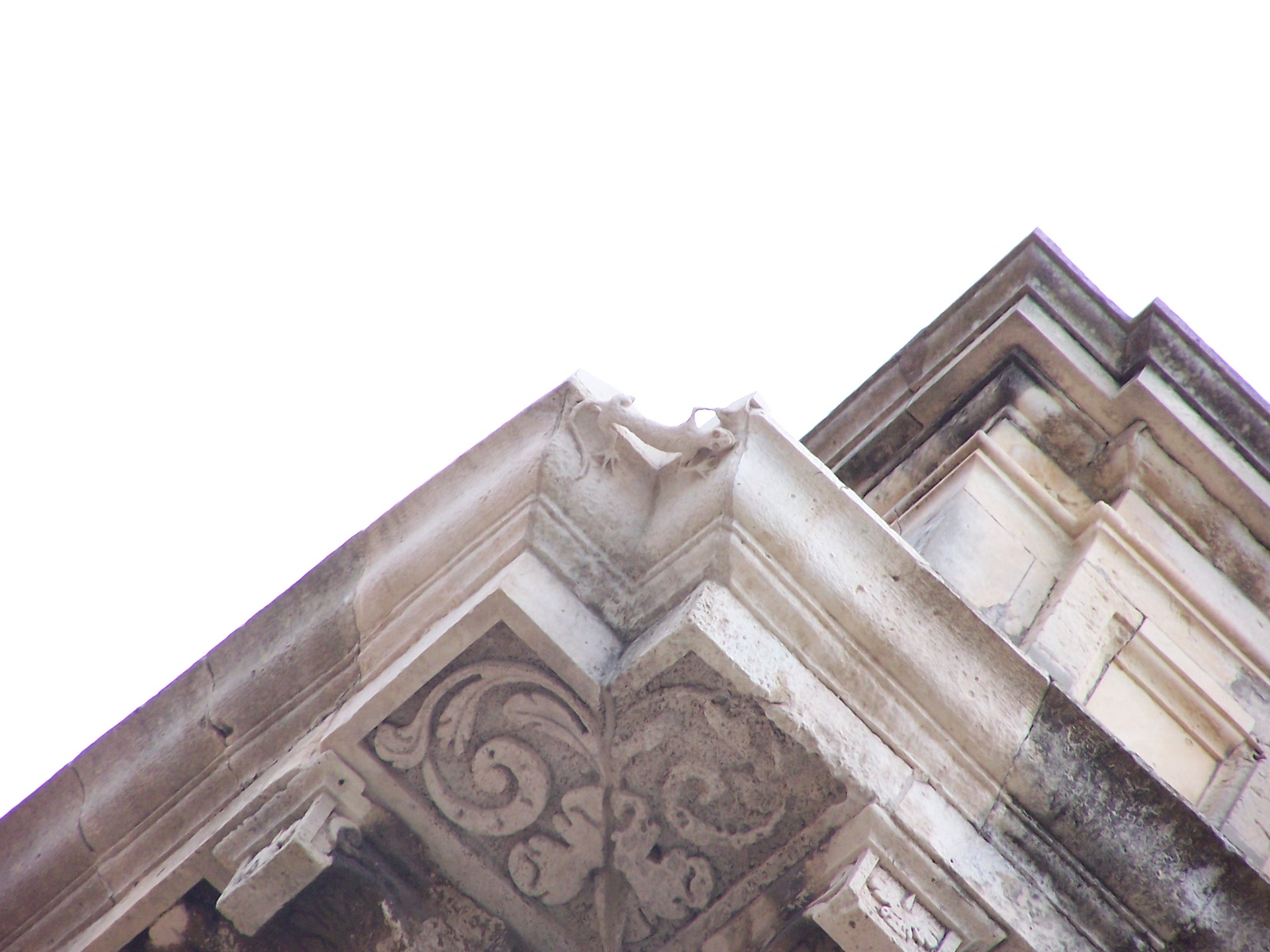
Hagedis

Het Palazzo del Vermexio is het stadhuis van Syracuse, een stad op Sicilië, Italië. Het bevindt zich in het historisch centrum Ortygia, aan de Piazza Duomo of het Kathedraalplein. Het huisvest salons en burelen van de burgemeester van Syracuse.
De stijl is renaissance in het gelijkvloers en barok op de bovenverdiepingen.

## Namen
- Palazzo del Vermexio is vernoemd naar de architect Giovanni Vermèxio.
- Palazzo del Senato is een historische naam, die verwijst naar de Senaat van de stad Syracuse ten tijde van het Spaans bestuur in het koninkrijk Sicilië.

## Historiek
Aan het stadhuis werd gebouwd van 1629 tot 1632. Sicilië was in die tijd een koninkrijk onder Spaans bestuur. De Senaat van Syracuse was op zoek naar een nieuwe huisvesting want het Palazzo della Camera Reginale was te klein. Het Palazzo del Vermexio verrees op de plek waar in de Griekse Oudheid een tempel in Ionische stijl van de 6e eeuw v.Chr. gestaan had. Giovanni Vermèxio was stadsarchitect en bouwde, samen met zijn Spaanse familieleden, het palazzo. 
Het Palazzo del Vermexio is een van de weinige gebouwen die de aardbeving van 1693 doorstaan hebben.
Van 1740 tot 1880 werd de ontvangsthal gebruikt als schouwburg. Deze houten constructie verdween in 1880.
In 1850 werd een zolderverdieping toegevoegd om nieuwe bureelruimte te creëren.

## Beschrijving
Het Palazzo del Vermexio is vierkantig van structuur. De voorgevel is eveneens vierkantig van vorm; in de linker bovenhoek staat een hagedis, die de handtekening is van de familie Vermèxio. 
Boven de centraal gelegen ingangspoort staat een grotesk masker. Tussen het gelijkvloers en de eerste verdieping loopt over de hele lengte een balkon, dat afgewerkt is met een smeedijzeren reling. De drie vensters van de eerste verdieping lopen uit op dit balkon. Boven het middelste venster staat het koninklijk wapenschild van het Huis Bourbon, het regerende Huis over Spaans-Sicilië. Het wapenschild is het werk van Gregorio Tedeschi, een beeldhouwer uit Florence. De zeven nissen in de voorgevel zijn leeg. Dit komt door de vroegtijdige dood van Tedeschi; de bedoeling was standbeelden van koningen van Spanje erin te plaatsen. Deze zijn er nooit gekomen. De voorgevel is verder versierd met kapitelen, schelpen, maskers en Korinthische kapitelen.
De inkomhal heeft een tongewelf en leidt zowel naar de trappen boven als naar de binnenplaats beneden. Het bekendste salon is de Sala del Sindaco of Burgemeesterszaal. 
Het stadhuis bezit een koets uit de 18e eeuw. Dit is de Carrozza del Senato. Stadsmagistraten lieten zich vroeger in deze koets rondrijden bij feestelijkheden, zoals op het Feest van Santa Lucia, een patroonheilige van Syracuse.